# 戀愛Staycation
《戀愛Staycation》（英語：Love Staycation），為MakerVille製作的真人騷節目，由強尼、陳俞希、許寶恆主持。節目於2022年7月25日至8月12日，逢星期一至五21:30－22:30在ViuTV播出，並由「K Cash Supreme 尊貴貸款」冠名贊助。
此節目因與日本著名真人騷《雙層公寓》在題材和形式上十分相似，被譽為港版《雙層公寓》。

## 參加者
|                                    | 姓名                    | 年齡 | 背景                                                        | 登場集數 |
| 第一季（第1－9集）                 |                         |      |                                                             |          |
| 男參加者                           | 區晉傑（傑仔）          | 21   | 泰拳拳擊手、教練                                            | 第1集    |
| 男參加者                           | 林嘉宏（嘉宏）          | 24   | 模特兒、兼職珠寶行保安， 曾參加戲劇真人騷節目《生存演技派》 | 第1集    |
| 男參加者                           | 陳獻略（Henry）         | 29   | 健身教練、演員， 前香港排球代表隊成員                       | 第1集    |
| 男參加者                           | 張俊傑（Stan）          | 35   | 紋身師                                                      | 第1集    |
| 女參加者                           | 鄧亦雯（雀仔）          | 24   | 私人補習教師、網絡紅人                                      | 第1集    |
| 女參加者                           | 鄭杞瑤（Kylie、杞子）   | 24   | 模特兒、曾為行為治療師， 《Asia Model Festival 2021》亞軍   | 第1集    |
| 女參加者                           | 甄茵（Yan、飄忽姐）     | 27   | 中醫師、曾為空姐， 《最後一屆口罩小姐選舉》40強             | 第1集    |
| 女參加者                           | 張嘉盈（Vicky）         | 27   | 辦公室女郎、網絡紅人                                        | 第5集    |
| 第二季（第10－15集）               |                         |      |                                                             |          |
| 男參加者                           | 溫湯馬仕（Thomas）      | 22   | 英中混血兒、A0、待業                                        | 第10集   |
| 男參加者                           | 陳智樂（Jacky）         | 27   | 銀行從業員                                                  | 第10集   |
| 男參加者                           | 周文豪（Sunny）         | 30   | 模特兒、健身教練                                            | 第10集   |
| 男參加者                           | 梁顯華（Cyrus）         | 31   | 健身教練                                                    | 第10集   |
| 女參加者                           | 彭泳熙（Hei Hei、月巴） | 22   | 電競評述員                                                  | 第10集   |
| 女參加者                           | 趙芝琳（芝芝、Sophia）  | 22   | 幼稚園教師                                                  | 第10集   |
| 女參加者                           | 梁洛妍（洛妍）          | 27   | 攝影師、平面設計師、模特兒                                  | 第10集   |
| 女參加者                           | 梁式昕（Catrina）       | 27   | 模特兒、音樂導師，《全民造星IV》96強                        | 第10集   |
| 備註：參加者年齡以2021年12月計算。 |                         |      |                                                             |          |

## 最終選擇

### 第一季
- 玩家：陳獻略

女生選擇
- 鄧亦雯 → 區晉傑 ♥
- 鄭杞瑤 → （最後沒有選擇）
- 張嘉盈 → 林嘉宏 ♥
- 甄 茵 → 陳獻略

男生選擇
- 區晉傑 → 鄧亦雯 ♥
- 林嘉宏 → 張嘉盈 ♥
- 張俊傑 → 張嘉盈
- 陳獻略 → （因身為玩家關係所以最後沒有選擇）

### 第二季
- 玩家：無

互相投票淘汰環節
選擇
- 周文豪 （2票 ← 梁式昕、溫湯馬仕）
- 梁顯華 （1票 ← 彭泳熙）
- 梁式昕 （1票 ← 梁顯華）
- 陳智樂 （0票）
- 溫湯馬仕 （0票）
- 彭泳熙 （0票）
- 梁洛妍 （0票）
- 趙芝琳 （0票）

最終選擇
女生選擇
- 梁式昕 → 梁顯華 ♥
- 彭泳熙 → 溫湯馬仕 ♥
- 梁洛妍 → 陳智樂 ♥
- 趙芝琳 → （最後沒有選擇）

男生選擇
- 梁顯華 → 梁式昕 ♥
- 陳智樂 → 梁洛妍 ♥
- 溫湯馬仕 → 彭泳熙 ♥
- 周文豪 → （因於互相投票淘汰環節被淘汰而無法選擇）

## 每集內容
| 集數             | 播映日期 | 主題                                        |
| 第一季（2022年） |          |                                             |
| 1                | 7月25日  | 參加者見面                                  |
| 2                | 7月26日  | 早上日常                                    |
| 3                | 7月27日  | Henry & 傑 & 雀約會日、 嘉宏 & Kylie 約會日 |
| 4                | 7月28日  | Yan & Stan 約會日                           |
| 5                | 7月29日  | 雙人瑜伽                                    |
| 6                | 8月1日   | 雀 & 傑約會日                               |
| 7                | 8月2日   | Vicky & 嘉宏約會日                          |
| 8                | 8月3日   | 約會的下半場                                |
| 9                | 8月4日   | 骨牌效應                                    |
| 第二季（2022年） |          |                                             |
| 10               | 8月5日   | 緣分遊戲                                    |
| 11               | 8月8日   | 除夕派對                                    |
| 12               | 8月9日   | 女生邀約男生                                |
| 13               | 8月10日  | Hei & Cyrus 約會日                          |
| 14               | 8月11日  | 宣佈投票結果                                |
| 15               | 8月12日  | 表白日                                      |

## 記事
- 2021年10月20日：本節目於ViuTV官方網站招募參與者。[7]
- 2022年4月27日：本節目預告片段率先於《MakerVille品牌發佈會》中播出。[8]
- 2022年7月20日：三位節目主持人強尼、陳俞希、許寶恆在九龍灣ViuTV總部出席記者會。

## 外部連結
- MakerVille：戀愛Staycation
- ViuTV：戀愛Staycation（節目重溫） （页面存档备份，存于）
- 戀愛Staycation Instagram帳戶

### 第一季
女生Instagram帳戶
- 鄭杞瑤 （页面存档备份，存于）
- 張嘉盈 （页面存档备份，存于）
- 鄧亦雯 （页面存档备份，存于）
- 甄　茵

男生Instagram帳戶
- 陳獻略 （页面存档备份，存于）
- 林嘉宏 （页面存档备份，存于）
- 區晉傑 （页面存档备份，存于）
- 張俊傑 （页面存档备份，存于）

### 第二季
女生Instagram帳戶
- 彭泳熙
- 趙芝琳
- 梁洛妍
- 梁式昕

男生Instagram帳戶
- 陳智樂
- 溫湯馬仕
- 周文豪
- 梁顯華

## 電視節目的變遷
| 香港 ViuTV 星期一至五 21:30－22:30      | 香港 ViuTV 星期一至五 21:30－22:30                   | 香港 ViuTV 星期一至五 21:30－22:30 |
| --------------------------------------- | ---------------------------------------------------- | ---------------------------------- |
|                                         | 戀愛Staycation （2022年7月25日－2022年8月12日）      |                                    |
| I SWIM （2022年7月11日－2022年7月22日） | 尾二一屆口罩小姐選舉 （2022年8月15日－2022年9月2日） |                                    |